# ماریا لوییزای پارما
ماریا لوییزای پارما (انگلیسی: Maria Luisa of Parma) بزرگ‌ترین دختر لوئی پانزدهم بود که همسر کارلوس چهارم اسپانیا و ملکه همسر اسپانیا شد.

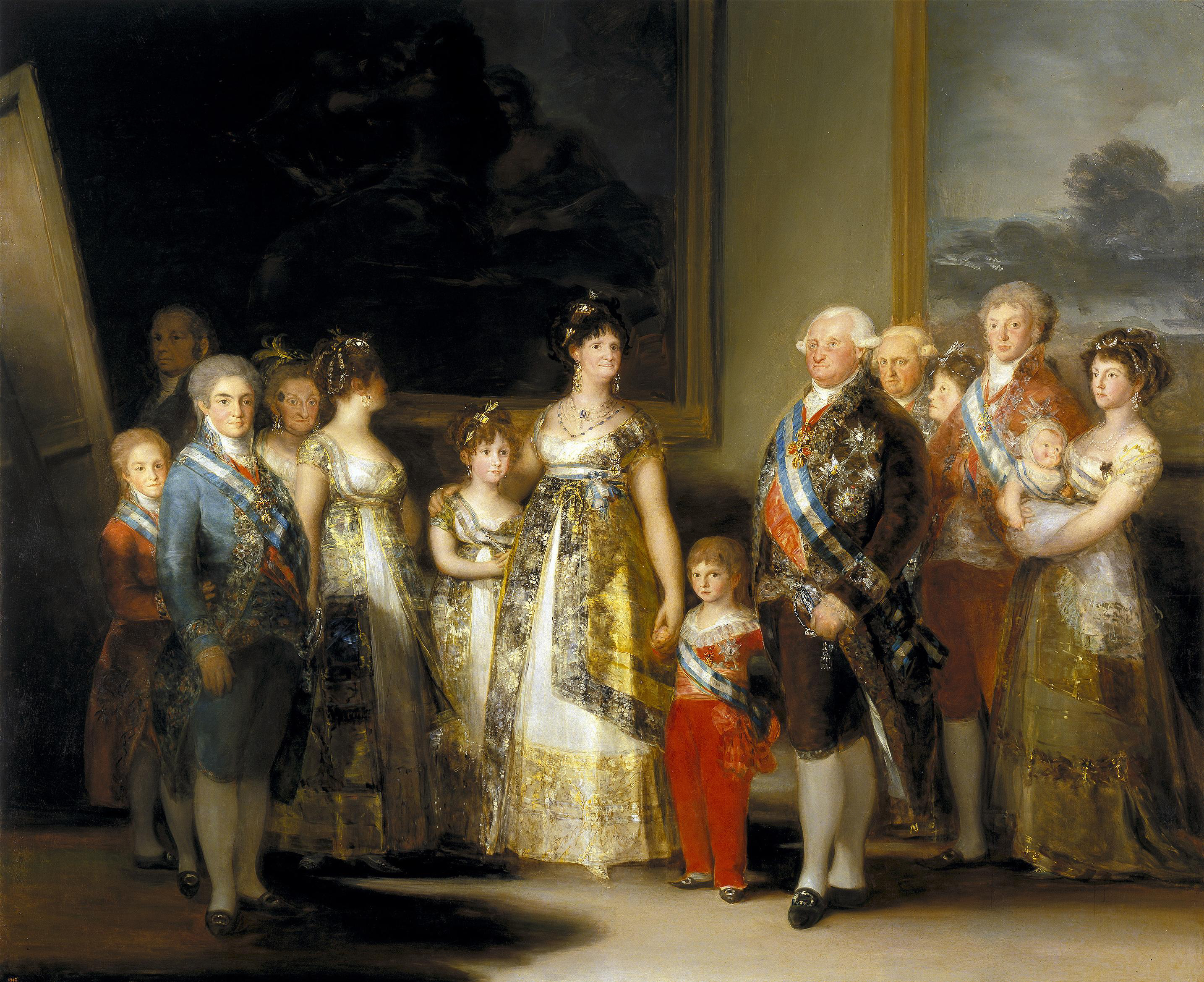
کارلوس چهارم پادشاه اسپانیا و خانواده‌اش یک نقاشی پرتره گروهی رنگ روغن روی بوم اثر هنرمند اسپانیایی فرانسیسکو گویا است. او کار روی این نقاشی را در سال ۱۸۰۰، اندکی پس از اینکه اولین نقاش اتاق خانواده سلطنتی شد، آغاز کرد و آن را در تابستان ۱۸۰۱ به پایان رساند.
این پرتره تصاویری در اندازه واقعی از کارلوس چهارم و خانواده‌اش را به نمایش می‌گذارد که لباس‌های زیبا و جواهرات به تن دارند. مهم‌ترین آنها در این نقاشی کارلوس چهارم و همسرش ماریا لوییزا هستند که توسط فرزندان و بستگان خود احاطه شده‌اند. این خانواده لباس‌های مد روز معاصر خود پوشیده‌اند و با جواهرات و نشان کارلوس سوم تزیین شده‌اند. این نقاشی هم‌اکنون در موزه دل پرادو، مادرید نگهداری می‌شود.

## نگارخانه

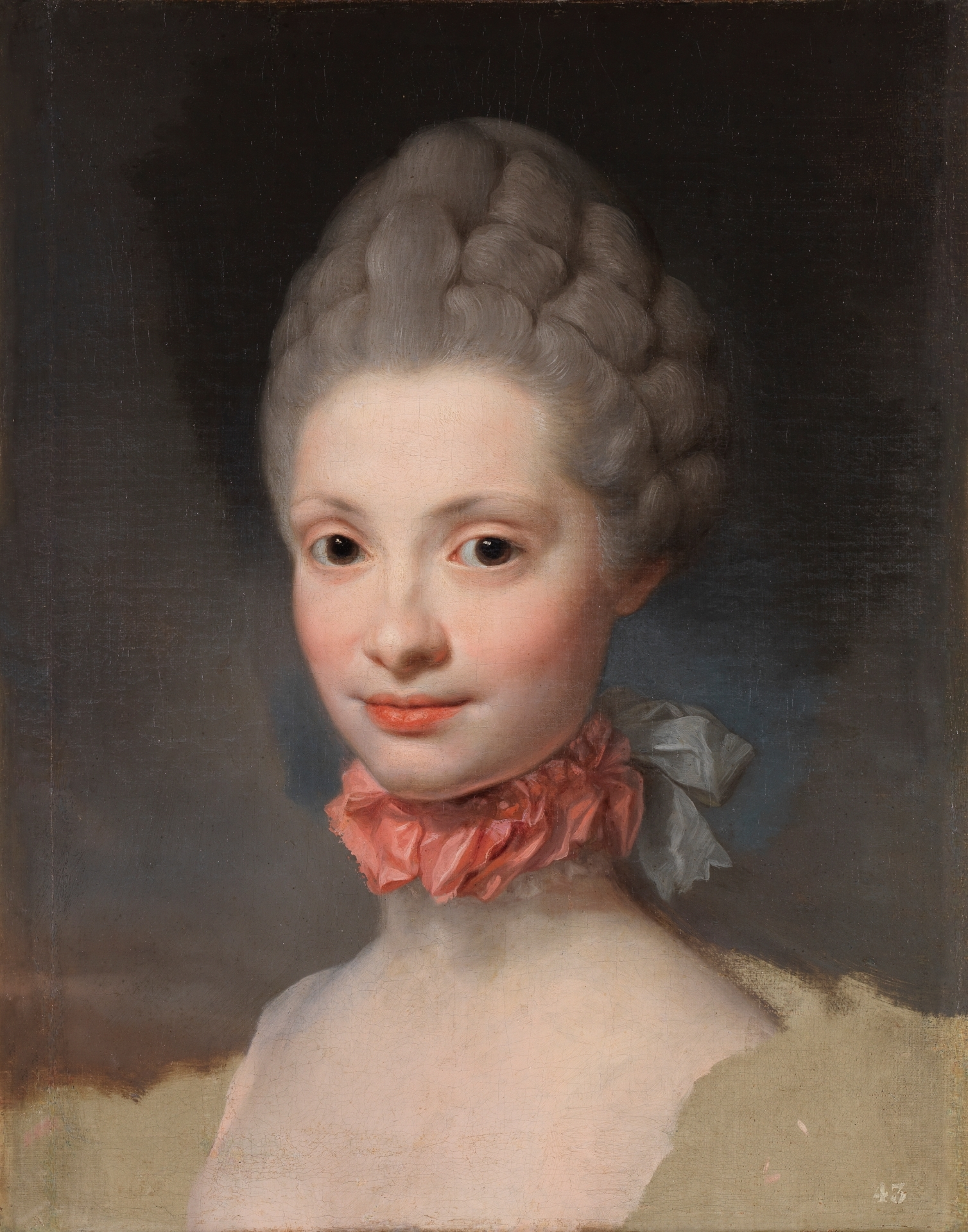
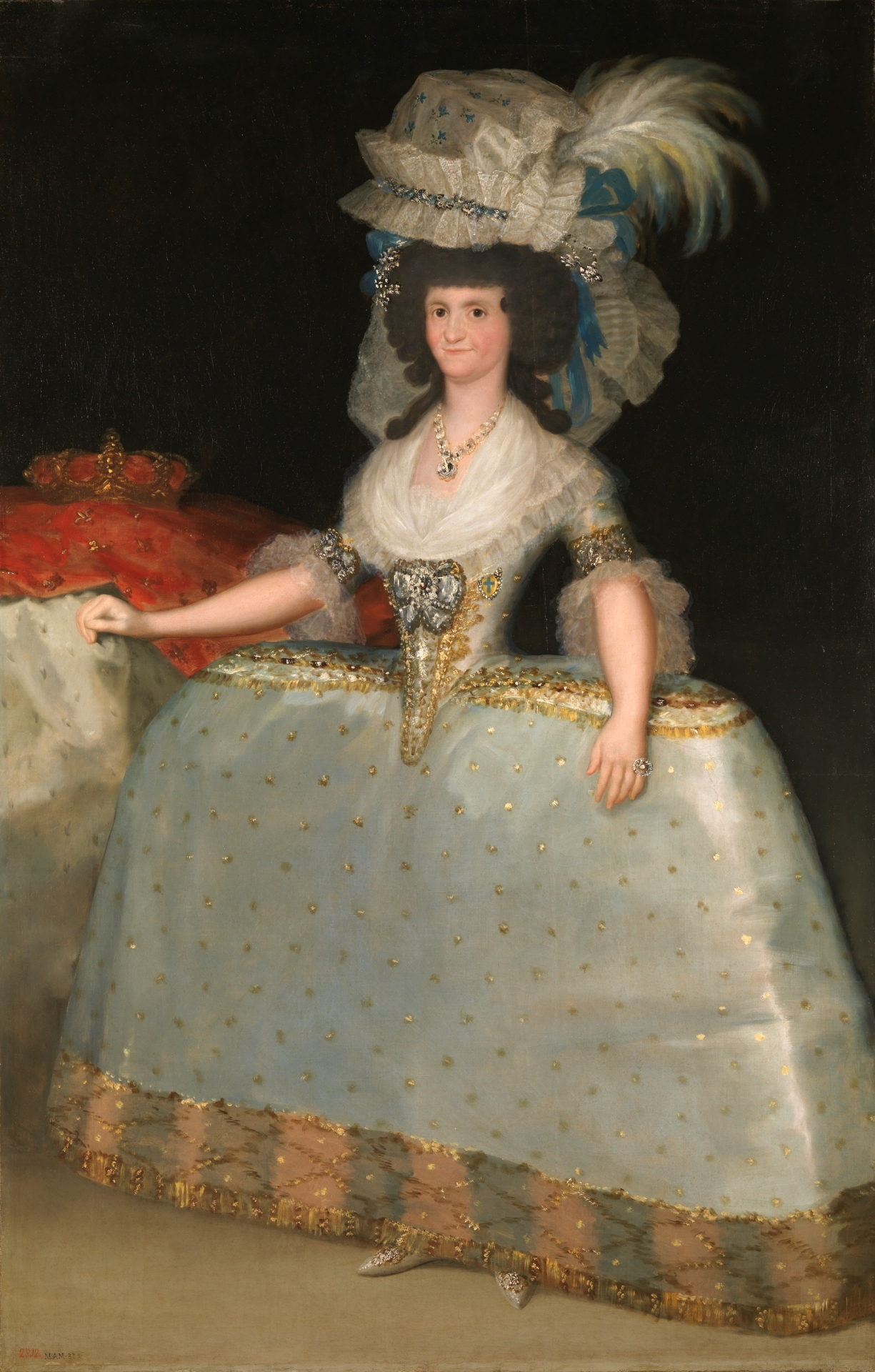
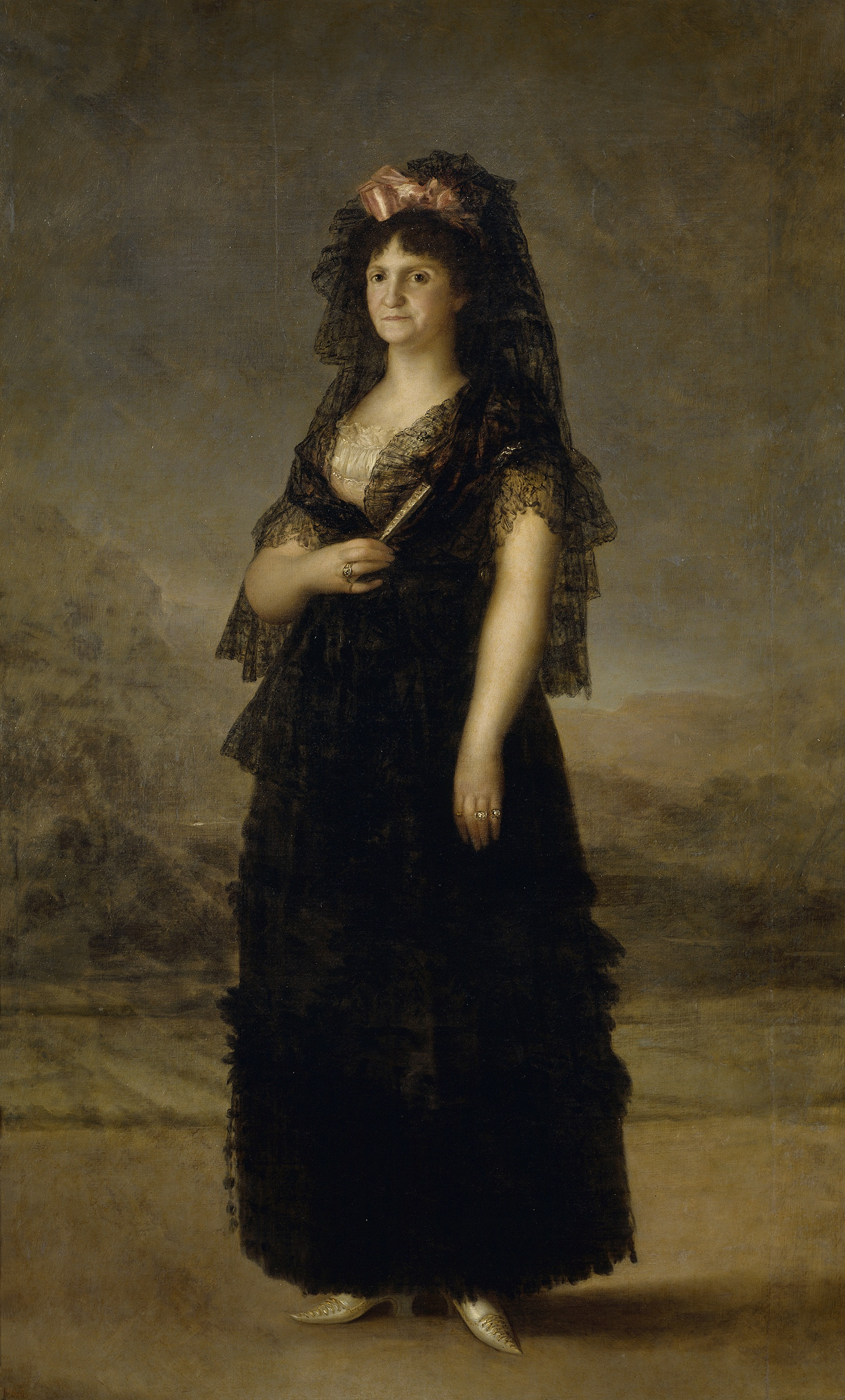